# Statskuppen i Guatemala 1954
Statskuppen i Guatemala 1954 (18–27 juni 1954) var ett CIA-stött avsättande av Guatemalas president Jacobo Árbenz Guzmán med en paramilitär invasion av en antikommunistisk "befrielsearmé".
I USA pågick den antikommunistiska McCarthyist-eran (1947–1957), och CIA med Eisenhoweradministrationen (1953–1961) hade geopolitisk rädsla för kommunismen. Förutom rädslan ägde både CIA:s chef Allen Dulles och hans bror, John Foster Dulles, USA:s utrikesminister, aktier i United Fruit Company, vilket skapade en intressekonflikt på Västra halvklotet.

### Fotnoter
1. ↑  ”Guatemala, the UFC, and the Dulles Brothers”. Arkiverad från originalet den 5 mars 2012. https://web.archive.org/web/20120305194524/http://thoughtcontrol.us/same-as-it-ever-was/2010/07/guatemala-the-ufc-and-the-dulles-brothers/. Läst 15 mars 2012.